# Gymnosporia heterophylla
Gymnosporia heterophylla o maitén del Caribe es una especie de planta fanerógama perteneciente a la familia  Celastraceae. Es originaria de África.

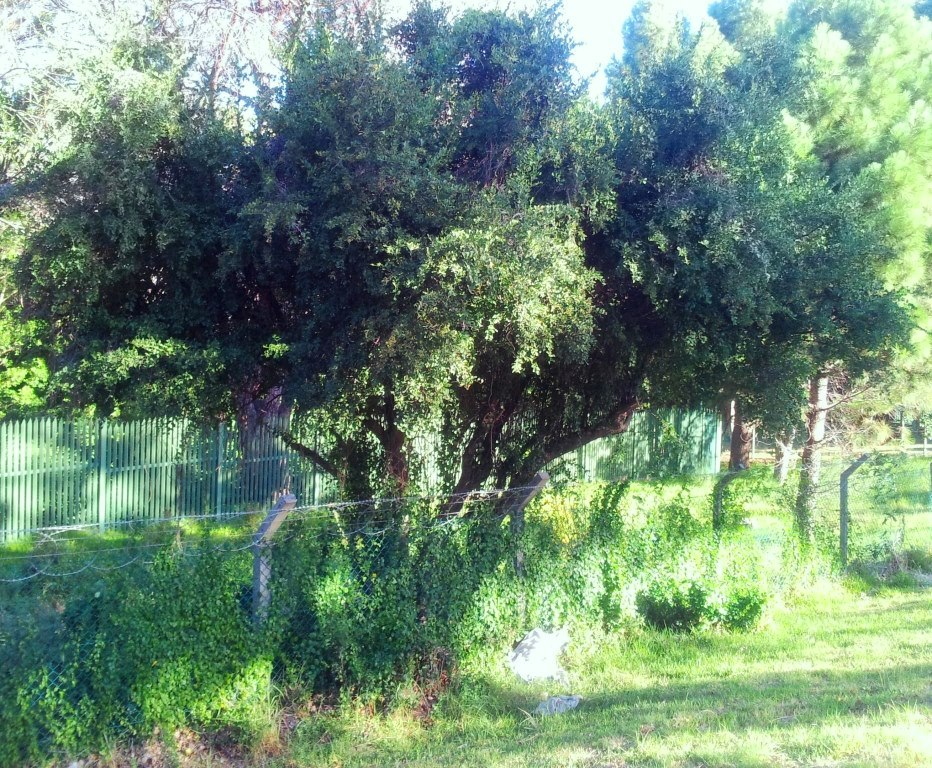
Vista del árbol

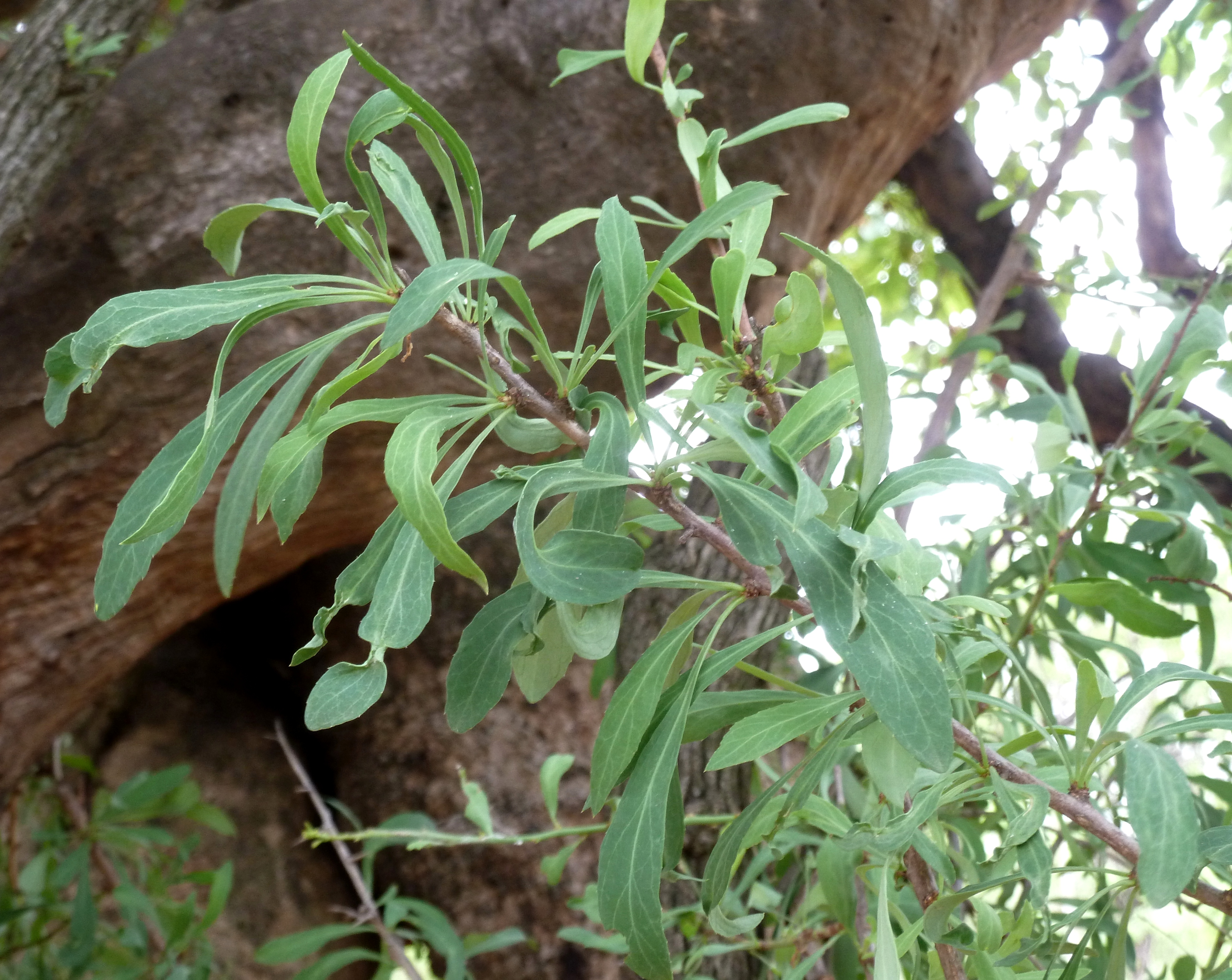
Hojas

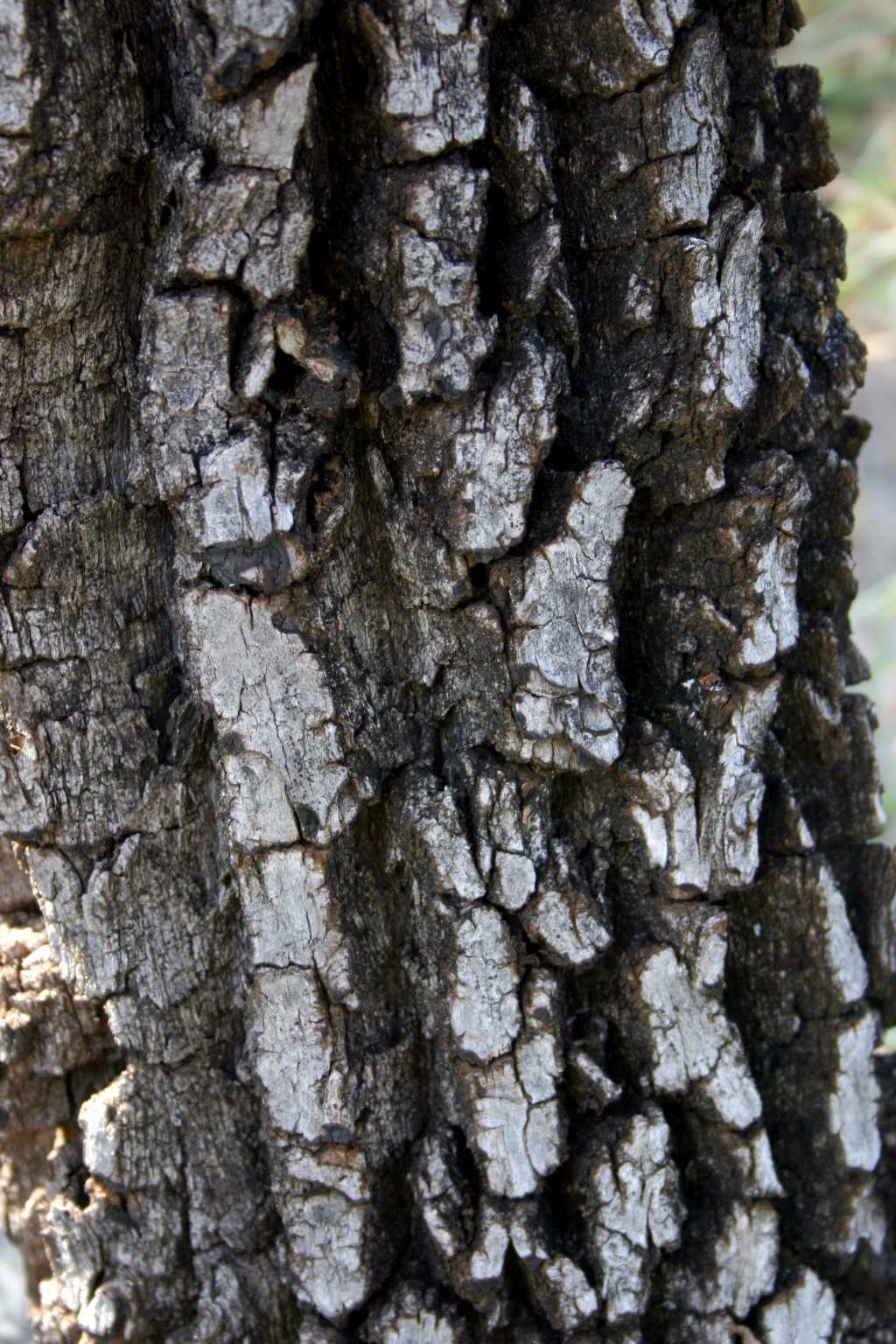
Tronco

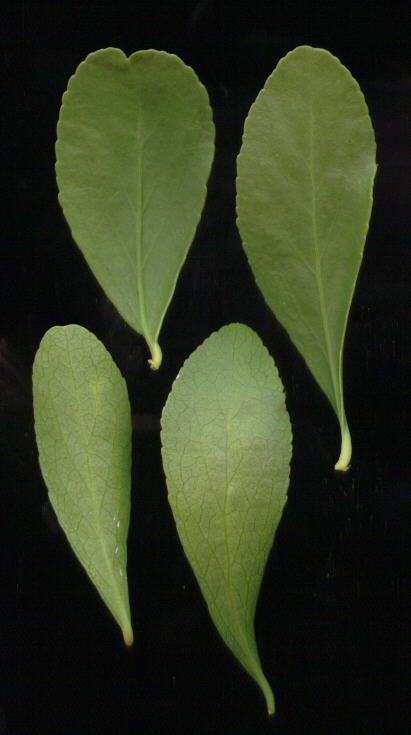
Detalle de las hojas

## Descripción
Gymnosporia heterophylla es un pequeño árbol caducifolio africano de hasta 5 metros de altura, que se producen en lugares rocosos con una amplia distribución de Etiopía, el Sudán y el Congo, al sur de la provincia del Cabo y al oeste a Angola y Namibia, así como las vecinas islas de Madagascar y Santa Elena, con una especie vecina de Isla Mauricio.
Tiene un hábito desordenado, pero rígido y está armado con rectas y afiladas espinas de hasta 100 mm de largo, que son ramas modificadas. La corteza del tronco adulto es gris-marrón y profundamente fisurada. El árbol es dioico, y las inflorescencias en racimos de flores blancas se producen en abundancia en primavera y son soportadas en ramas más gruesas. Las flores tienen un olor fétido y atraen a un gran número de insectos polinizadores, especialmente las moscas carroñeras amante como los miembros de la familia Calliphoridae. El árbol tiene una estrecha relación con una serie de especies de cigarras, como Platypleura divisa, P. mijburghi y P. maytenophila.

## Usos
Hace un rápido crecimiento de cobertura de seguridad muy eficaz. La madera es dura y resistente, apta para la escultura, aunque pedazos muy grandes no suelen estar disponibles.

## Taxonomía
Gymnosporia heterophylla  fue descrita por (Eckl. & Zeyh.) Loes. y publicado en Die Natürlichen Pflanzenfamilien 3(5): 207. 1892.
Etimología
El epíteto  "heterophylla" específico significa "hojas variables" y si se examina a los sinónimos del pasado, ofrece una interesante visión de la mente de los botánicos desde 1753 cuando Linneo decidió que las hojas le recordaban al boj y la llamó Celastrus buxifolius. Desde entonces, ha sido nombradas ellipticus, heterophyllus, spathephyllus, empleurifolius, rhombifolius, parvifolius y buxifolioides. Parece que el epíteto heterophylla es el apropiado.
Sinonimia
- Cassine szyszylowiczlii Kuntze
- Catha cymosa (Sol.) C.Presl
- Catha decolor Webb
- Catha heterophylla (Eckl. & Zeyh.) C.Presl
- Celastrus angularis Sond.
- Celastrus cymosus Eckl. & Zeyh.
- Celastrus ellipticus Thunb.
- Celastrus glomeratus E.Mey. ex Sond.
- Celastrus heterophyllus Eckl. & Zeyh.	basónimo
- Celastrus heterophyllus var. glomeratus Sond.
- Celastrus hispanicus DC.
- Celastrus multiflorus Lam.
- Celastrus rhombifolius Eckl. & Zeyh.
- Elaeodendron glaucum Szyszył.
- Gymnosporia acanthophora Loes.
- Gymnosporia andongensis (Oliv.) Loes.
- Gymnosporia angularis (Sond.) Sim
- Gymnosporia beniensis Robyns & Lawalrée
- Gymnosporia bequaertii De Wild.
- Gymnosporia brevipetala Loes.
- Gymnosporia buxifolia var. holtzii Loes.
- Gymnosporia buxifolioides Loes.
- Gymnosporia capitata var. tenuifolia Loes.
- Gymnosporia condensata Sprague
- Gymnosporia glauca Loes.
- Gymnosporia lanceolata Loes.
- Gymnosporia leptopus var. androyensis H.Perrier
- Gymnosporia nyassica Gilli
- Gymnosporia rhombifolia Bolus & Wolley-Dod
- Gymnosporia senegalensis var. maranguensis Loes.
- Gymnosporia trigyna var. macrocarpa H.Perrier
- Maytenus brevipetala (Loes.) R. Wilczek
- Maytenus cymosa Krug & Urb.
- Maytenus heterophylla (Eckl. & Zeyh.) N.Robson[5]